# 高辻町 (名古屋市)
高辻町（たかつじちょう）は、愛知県名古屋市昭和区および瑞穂区にある町名。丁番を持たない単独町名である。住居表示実施済み。

## 地理
名古屋市昭和区の南東部、瑞穂区の北西部に位置している。北は白金・福江、東は円上町・東郊通、西は熱田区池内町・六野、南は瑞穂区須田町に接する。

## 歴史

### 町名の由来
かつてやや小高い辻があったことによる説や、鷹が多く生息していたことによる説などがある。

### 沿革
- 1970年（昭和45年）10月21日 - 住居表示の実施に伴い、昭和区江越町・六野町の全域および高辻通・東郊通の各一部より昭和区高辻町が[9]、瑞穂区堀田通1丁目の一部より瑞穂区高辻町が成立[10]。
- 1972年（昭和47年）8月1日 - 住居表示の実施に伴い、昭和区高辻通・東郊通の各一部を昭和区高辻町へ編入[9]。

## 世帯数と人口
2019年（平成31年）1月1日現在の世帯数と人口は以下の通りである。
| 区     | 町丁   | 世帯数 | 人口 |
| ------ | ------ | ------ | ---- |
| 昭和区 | 高辻町 | 19世帯 | 36人 |
| 瑞穂区 | 高辻町 | 34世帯 | 42人 |
| 計     | 計     | 53世帯 | 78人 |

## 学区
市立小・中学校に通う場合、学校等は以下の通りとなる。また、公立高等学校に通う場合の学区は以下の通りとなる。
| 区     | 番・番地等 | 小学校               | 中学校                   | 高等学校 |
| ------ | ---------- | -------------------- | ------------------------ | -------- |
| 昭和区 | 全域       | 名古屋市立白金小学校 | 名古屋市立円上中学校     | 尾張学区 |
| 瑞穂区 | 全域       | 名古屋市立御劔小学校 | 名古屋市立瑞穂ヶ丘中学校 | 尾張学区 |

## 交通
- 名古屋市営バス 高辻停留所

高辻停留所は、1番から7番まで停留所があり、南北（3番と4番、5番と6番）と南西（2番と6番）で2回、高辻停留所に停車する路線があり、その場合は、高辻（北）と高辻（南）と高辻（西）に区別される。
高速1号系統は、名古屋高速3号大高線走行区間の為、通過する。
- 1番停留所（東行き）
  - 金山11号系統 - 池下行き
  - 金山12号系統 - 妙見町行き、金山行き
  - 金山14号系統、金山16号系統 - 瑞穂運動場東行き
  - 御.金出入庫系統 - 御器所通行き

- 2番停留所（西行き）
  - 金山11号系統、金山12号系統、金山14号系統、金山16号系統、金山18号系統、御.金 出入庫系統 - 金山行き

- 3番停留所（南行き）
  - 基幹1号系統 - 星崎・鳴尾車庫行き、笠寺駅行き
  - 名駅18号系統 - 名鉄神宮前行き
  - 金山14号系統 - 瑞穂運動場東行き
  - 金山18号系統 - 要町行き
  - 瑞穂巡回系統 - 新瑞橋行き

- 4番停留所（南・東行き）
  - 基幹1号系統 - 星崎・鳴尾車庫行き、笠寺駅行き
  - 名駅18号系統 - 名鉄神宮前行き
  - 栄26号系統、黒川12号系統 - 博物館行き

- 5番停留所（北行き）
  - 基幹1号系統、栄26号系統 - 栄行き
  - 名駅18号系統 - 名古屋駅行き
  - 黒川12号系統 - 中切町行き

- 6番停留所（北・西行き）
  - 基幹1号系統 - 栄行き
  - 名駅18号系統 - 名古屋駅行き
  - 金山14号系統、金山18号系統 - 金山行き

- 7番停留所（東行き）
  - 瑞穂巡回系統 - 新瑞橋行き

- 愛知県道29号弥富名古屋線（八熊通）

## 施設
- 愛知トヨタ自動車本社
- 日本特殊陶業会社案内本社、本社西館・北館

## その他

### 日本郵便
- 集配担当する郵便局は以下の通りである[13]。

| 区     | 町丁   | 郵便番号 | 郵便局     |
| ------ | ------ | -------- | ---------- |
| 昭和区 | 高辻町 | 466-0057 | 昭和郵便局 |
| 瑞穂区 | 高辻町 | 467-0872 | 瑞穂郵便局 |